# Mariano Casanova
Monseñor Mariano Casanova y Casanova (Santiago, 25 de julio de 1833-ibídem, 16 de mayo de 1908) fue un presbítero chileno designado como cuarto arzobispo de Santiago de Chile (1886-1908).

## Niñez, seminario y sacerdocio
Fue hijo del español Juan Ramón Casanova y Opazo y de Isabel Casanova y Salinas (de origen aristocrático español). Fue alumno becado del Instituto Nacional y en 1849 ingresó al Seminario Concilar, donde destacó como alumno. Se ordenó sacerdote el 20 de septiembre de 1856, pero desde antes dictaba clases en el seminario. Posteriormente, en 1851, se licenció de abogado.
El 22 de julio de 1860, el presbítero Casanova fundó la Academia Literaria de San Agustín, cuna de grandes escritores, oradores y parlamentarios, entre otros, como Crescente Errázuriz Valdivieso y José Manuel Balmaceda Fernández. Debido al carácter de Casanova y sus especiales conocimientos, tuvo una gran influencia moral en los políticos chilenos de la época. Así fue como se dio a conocer en el ambiente político y social del Chile del siglo XIX. Como resultado de esto, en 1865 viajó junto con otros jóvenes a entrevistarse con el papa Pío IX. De la misma manera, fue integrante de la comisión para repatriar los restos del Capitán General Bernardo O'Higgins Riquelme.
Dadas sus condiciones, el arzobispo de Santiago Rafael Valentín Valdivieso Zañartu lo nombró cura del Salvador y vicario foráneo de Valparaíso el 22 de junio de 1868. Siguiendo aquel afán innovador, Casanova impulsó la creación de la diócesis de Valparaíso siendo nombrado su primer obispo el 2 de noviembre de 1872. El motivo del erigimiento de aquella nueva provincia eclesiástica fue el crecimiento sostenido del puerto principal de Chile y la avanzada presencia del protestantismo y masonería provenientes con los nuevos inmigrantes extranjeros que llegaban al puerto.

## Arzobispo de Santiago

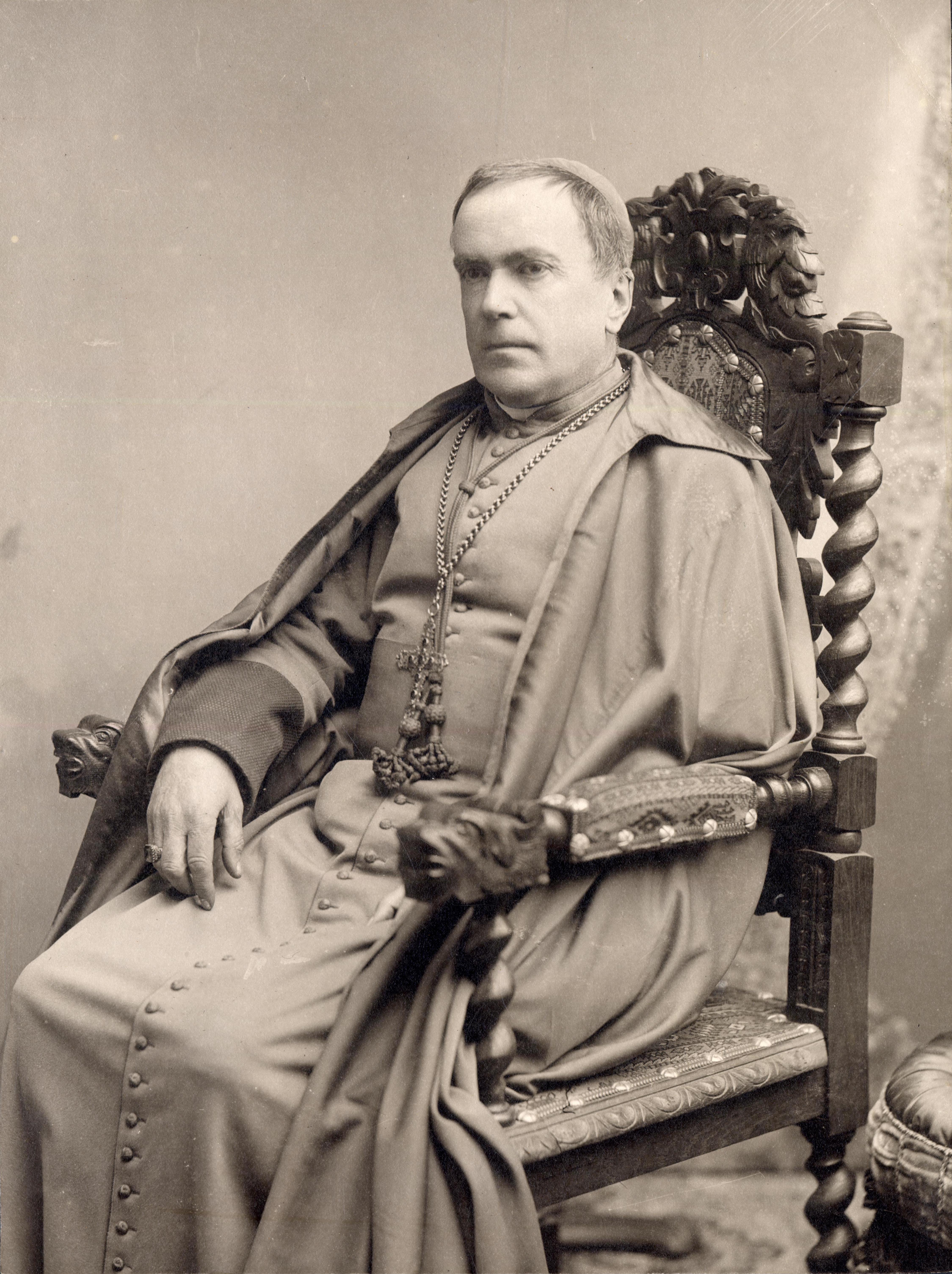
Mariano Casanova.

A la muerte del arzobispo de Santiago, Rafael Valentín Valdivieso Zañartu, se desató la polémica por su sucesión. El gobierno propuso al papa el nombre de Monseñor Francisco de Paula Taforó, quien fue rechazado por la Santa Sede. Así pues, se desencadenó una nueva crisis entre el Ejecutivo chileno y la Iglesia. Finalmente, el presidente de la República, José Manuel Balmaceda, propuso el nombre de quien había sido su profesor, Monseñor Casanova, en 1886. De esta forma, el papa León XIII aprobó su designación. El 30 de enero de 1887, fue consagrado en la Catedral Metropolitana de Santiago por Monseñor Joaquín Larraín Gandarillas, quien era vicario capitular de Santiago.
Como arzobispo de Santiago, restauró la Catedral Metropolitana de Santiago, agregando a ella la capilla del Sagrario y fue un constante divulgador de la obra de la encíclica Rerum Novarum. De igual manera, en 1888 fundó la Universidad Católica de Chile y el Santuario de la Inmaculada Concepción del Cerro San Cristóbal. Durante su gobierno arzobispal, residió en una casa ubicada en la comuna de Providencia, específicamente en el barrio Bellavista. La calle del Arzobispo y el Puente del Arzobispo llevan su nombre, dada la cercanía de aquellas obras con su casa y porque él fue el principal gestor para que se realizaran aquellas obras que unieron el sector norte de Santiago con el centro, los cuales estaban separados por el río Mapocho.

## Últimos años de su vida

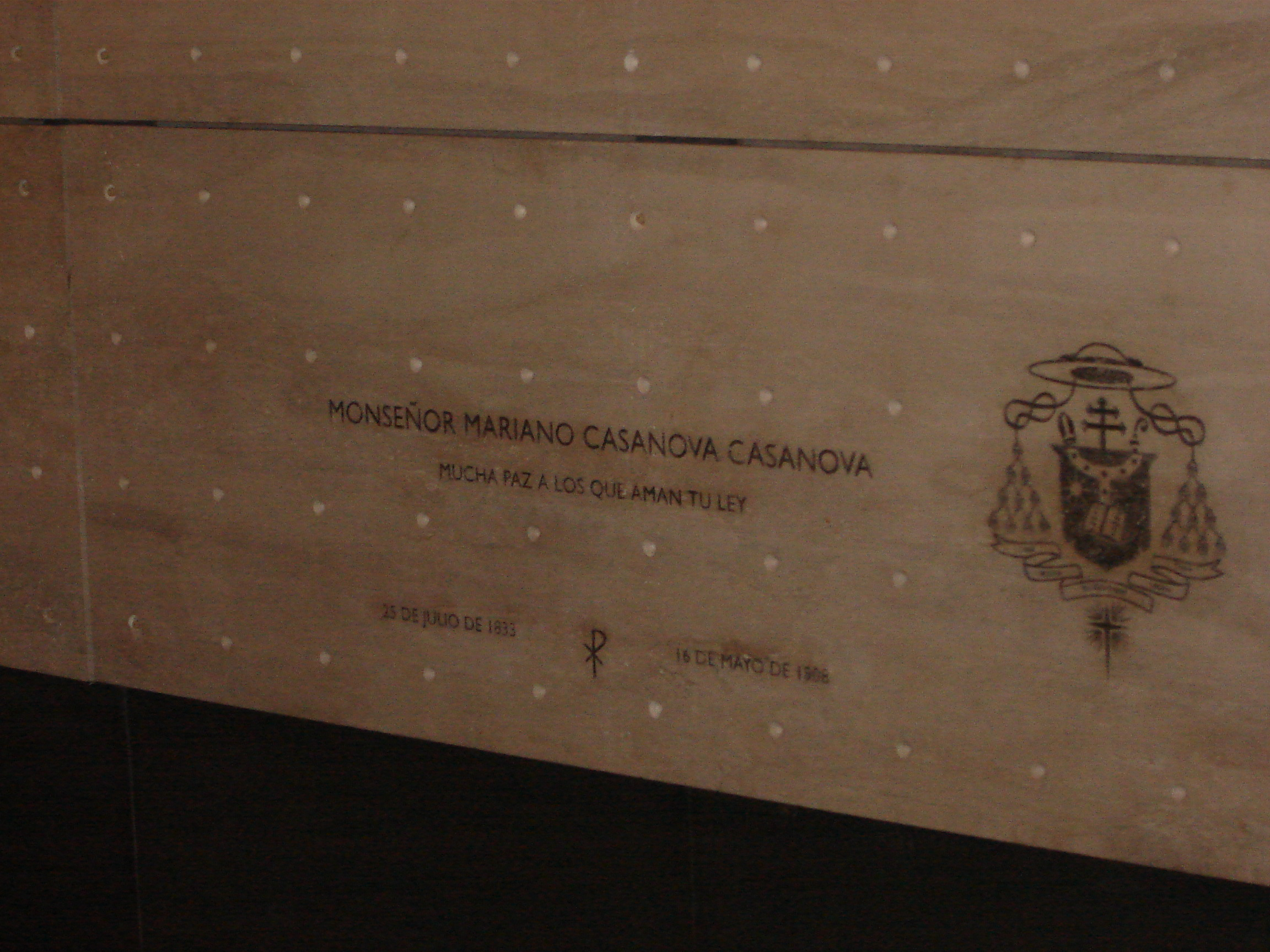
Urna del Arzobispo Mariano Casanova en la Catedral Metropolitana de Santiago.

Durante sus últimos años, viajó a Buenos Aires a consagrar al arzobispo de aquella ciudad, Monseñor Uladislao Castellano. Aprovechó el momento para hablar con el presidente Roca sobre la paz que debía existir entre Chile y Argentina. En sus últimos años, sufrió una crisis nerviosa que vino a debilitar sus energías, postrándolo en el lecho en abril de 1908 y llevándolo a la muerte el 16 de mayo de ese año. Sus restos mortales descansan en la cripta arzobispal de la Catedral Metropolitana de Santiago.

## Publicaciones
- Casanova Casanova, Mariano (1871). Historia del Templo de la Compañía de Santiago de Chile (PDF) (1.ª edición). Valparaíso: Imprenta del Mercurio. pp. 1-90.